# Benedikt Bilgeri
Benedikt Bilgeri (* 28. Juni 1906 in Hard, Vorarlberg; † 14. Jänner 1993 ebenda) war ein österreichischer Lehrer und Historiker.

## Leben
Benedikt Bilgeris Familie bewirtschaftete einen Hof in Hard.
Nach der Schulausbildung promovierte Benedikt Bilgeri 1932 an der Universität Innsbruck mit einer Siedlungsgeschichte des Bregenzerwaldes. Dann trat er in den Schuldienst. 1942 bis 1945 leistete er Kriegsdienst und wirkte dann als Gymnasiallehrer in Bregenz – zunächst am Mädchenrealgymnasium Sacré Coeur Riedenburg und später auch am Bubengymnasium. Bilgeri widmete sich vor allem der mittelalterlichen Siedlungsgeschichte Vorarlbergs und wurde in den Schuljahren 1946/47 sowie 1947/48 von der Lehrverpflichtung zur Durchführung wissenschaftlicher Forschungen freigestellt. 1964 erhielt Benedikt Bilgeri vom Land Vorarlberg einen Sondervertrag um über die Geschichte des Landes zu schreiben. Bis 1979 gehörte er dem Personalstand des Vorarlberger Landesarchivs an.

## Vorarlberger Historikerstreit
Ende der 1980er Jahre entflammte eine Diskussion, ob die Inhalte seiner Geschichtswerke historisch oder ideologisch inspiriert sind. Auf der einen Seite stand der Landesoberarchivrat Benedikt Bilgeri, Verfasser der fünfbändigen Geschichte Vorarlbergs, auf der anderen der Direktor des Vorarlberger Landesarchivs Karl Heinz Burmeister, Autor einer einbändigen Kurzfassung der Geschichte Vorarlbergs.
Nachdem Burmeister im Spätherbst 1986 als Direktor des Vorarlberger Landesarchivs in einem Radiointerview Benedikt Bilgeris umstrittene Vorarlberger Landesgeschichte kritisch betrachtet hatte, forderte der Chefredakteur der einflussreichen Vorarlberger Nachrichten in einer Glosse Burmeisters Ausweisung aus Vorarlberg.
Als sich ein Aktionskomitee Heimat Vorarlberg (Anti-Burmeister-Initiative) formierte, solidarisierten sich Professoren, Assistenten und Studierende des Instituts für Geschichte der Universität Innsbruck mit Burmeister. In einer Zeitungsanzeige forderten 182 Personen des öffentlichen Lebens die politisch Verantwortlichen des Landes Vorarlberg schließlich auf, den Drohungen gegen den Landesarchivar entgegenzuwirken.

## Schriften (Auswahl)
- Alpiner Skilauf und Skihochtouren. 1934
- Der Bund ob dem See: Vorarlberg im Appenzellerkrieg. 1968
- Vorarlberger Landesgeschichte (hier wird die Geschichte des Landes Vorarlberg in fünf Bänden mit über 2700 Seiten dargestellt; 1971 erschien der erste, 1974 der zweite Band und 1987 der fünfte und letzte Band)
  - Geschichte Vorarlbergs (Band I): Vom freien Rätien zum Staat der Montforter
  - Geschichte Vorarlbergs (Band II): Bayern, Habsburg, Schweiz - Selbstbehauptung
  - Geschichte Vorarlbergs (Band III): Ständemacht, gemeiner Mann: Emser und Habsburger
  - Geschichte Vorarlbergs (Band IV): Zwischen Absolutismus und halber Autonomie
  - Geschichte Vorarlbergs (Band V): Kanton oder Bundesland - Untergang und Wiederkehr
- Stadtgeschichte von Bregenz
- Stadtgeschichte von Feldkirch
- Liechtensteiner Urkundenbuch

Online vorliegende Aufsätze:
- Hörbranz. Eine flur- und siedlungsgeschichtliche Untersuchung. In: Schriften des Vereins für Geschichte des Bodensees und seiner Umgebung. 67. Jg., 1940, S. 197–255 (Digitalisat)
- Der Arlberg und die Anfänge der Stadt Bludenz. In: Schriften des Vereins für Geschichte des Bodensees und seiner Umgebung. 90. Jg., 1972, S. 1–17 (Digitalisat)

## Auszeichnungen
- 1982 Oberrheinischer Kulturpreis
- 1985 Toni-Russ-Preis